# Xyris lomatophylla
Xyris lomatophylla är en gräsväxtart som beskrevs av Carl Friedrich Philipp von Martius. Xyris lomatophylla ingår i släktet Xyris och familjen Xyridaceae. Inga underarter finns listade i Catalogue of Life.